# Iglesia de la Encarnación (Las Gabias)
La Iglesia de la Encarnación es la iglesia parroquial de la localidad española de Gabia la Grande, municipio de Las Gabias, provincia de Granada.

## Historia
Sobre una mezquita, fue erigida a principios del siglo XVI la primera iglesia cristiana de la Gabia Grande, seguramente mudéjar, de planta de cajón, una sola nave y torre, muy parecida a la existente en Gabia Chica. Su dedicación a la Encarnación es debida al deseo de la reina Isabel la Católica, que a esta fuesen dedicados las iglesias de los últimas conquistas. Durante los fuertes terremotos de 1804, esta antigua iglesia se vio seriamente afectada estructuralmente, y tras ser estudiada por José Contreras en 1858, fue derribada a partir de 1880, siendo construido el actual templo entre 1896 y 1900 según proyecto de Juan Montserrat y Vergés, modificado por el propio José Contreras.